# 王九峯
王九峯（1479年—1526年），字壽夫，號白閣山人，陝西西安府鄠縣人，明朝政治人物。

## 生平
弘治十四年（1501年）辛酉科陝西鄉試第三十三名舉人，正德三年（1508年）中式戊辰科會試第八十五名，二甲第七名進士。授河南道試監察御史，四年（1509年）監税盧溝橋木物，同年夏得實授監察御史，奉敕巡視居庸諸關。八年（1513年）丁父憂，十一年（1516年）春服闋，北上授浙江道監察御史。十四年（1519年）秋遷金華府知府，嘉靖三年（1524年）擢山西按察司副使，受敕兵備偏頭關諸處。未及三月，以母病歸。五年（1526年）四月母劉氏卒，六月十八日王九峯亦逝世。

## 家族
曾祖王琰，知縣；祖父王鉉，遇例冠帶；父王儒，府學教授。母劉氏，封孺人。具慶下。兄王九思（吏部郎中）、王九敘（弘治十七年舉人、貢士）、王九皋（義官）。